# Boston Society of Film Critics Award per il miglior film in lingua straniera
Il Boston Society of Film Critics Award per il miglior film in lingua straniera (BSFC Award for Best Foreign Language Film) è un premio assegnato annualmente dai membri del Boston Society of Film Critics al miglior film in lingua straniera distribuito negli Stati Uniti nel corso dell'anno.

## Albo d'oro

### Anni 1980
- 1980: L'ultimo metrò (Le dernier métro), regia di François Truffaut  ·  Francia
- 1981: 
  - Ormai sono una donna (Beau-père), regia di Bertrand Blier  ·   Francia
  - Ai cessi in tassì (Taxi zum Klo), regia di Frank Ripploh  ·   Germania Ovest
- 1982: Tre fratelli, regia di Francesco Rosi  ·   Francia/ Italia
- 1984: Una domenica in campagna (Un dimanche à la campagne), regia di Bertrand Tavernier ·   Francia
- 1986: Betty Blue (37°2 le matin), regia di Jean-Jacques Beineix  ·   Francia
- 1987: La mia vita a quattro zampe (Mitt liv som hund), regia di Lasse Hallström  ·   Svezia
- 1988: Salaam Bombay!, regia di Mira Nair  ·   India
- 1989: Un affare di donne (Une affaire de femmes), regia di Claude Chabrol ·   Francia

### Anni 1990
- 1990: L'insolito caso di Mr. Hire (Monsieur Hire), regia di Patrice Leconte  ·  Francia
- 1991: Europa Europa, regia di Agnieszka Holland  ·  Francia/ Polonia/ Germania
- 1992: Lanterne rosse (大紅燈籠高高掛), regia di Zhāng Yìmóu  ·  Cina/ Hong Kong/ Taiwan
- 1993: Addio mia concubina (霸王别姬), regia di Chen Kaige  ·  Cina/ Hong Kong
- 1994: Tre colori - Film rosso (Trois couleurs : Rouge), regia di Krzysztof Kieślowski  ·  Francia/ Polonia
- 1995: Mina Tannenbaum, regia di Martine Dugowson  ·  Francia
- 1996: La mia stagione preferita (Ma saison préférée), regia di André Téchiné  ·  Francia
- 1997: Underground (Podzemlje), regia di Emir Kusturica  ·   Francia/ Germania
- 1998: Il sapore della ciliegia (طعم گيلاس), regia di Abbas Kiarostami  ·  Francia/ Iran
- 1999: Tutto su mia madre (Todo sobre mi madre), regia di Pedro Almodóvar  ·  Spagna

### Anni 2000
- 2000: La tigre e il dragone (Wo hu cang long), regia di Ang Lee  ·  Taiwan
- 2001: Amores perros, regia di Alejandro González Iñárritu  ·   Messico
- 2002: Y tu mamá también - Anche tua madre (Y tu mamá también), regia di Alfonso Cuarón  ·   Messico
- 2003: Appuntamento a Belleville (Les Triplettes de Belleville), regia di Sylvain Chomet  ·  Belgio/ Canada/ Francia
- 2004: La foresta dei pugnali volanti (十面埋伏), regia di Zhang Yimou  ·  Cina/ Hong Kong
- 2005: Kung Fusion, regia di Stephen Chow  ·  Cina/ Hong Kong
- 2006: Il labirinto del fauno (El laberinto del fauno), regia di Guillermo del Toro  ·   Messico/ Spagna/ Stati Uniti
- 2007: Lo scafandro e la farfalla (Le scaphandre et le papillon), regia di Julian Schnabel  ·  Francia/ Stati Uniti
- 2008: Lasciami entrare (Låt den rätte komma in), regia di Tomas Alfredson  ·  Svezia
- 2009: Ore d'estate (L'Heure d'été), regia di Olivier Assayas  ·  Francia

### Anni 2010
- 2010: Madre (Madeo), regia di Bong Joon-ho  ·   Corea del Sud
- 2011: La donna che canta (Incendies), regia di Denis Villeneuve  ·  Canada
- 2012: Amour, regia di Michael Haneke  ·  Austria/ Francia/ Germania
- 2013: La grande bellezza, regia di Paolo Sorrentino  ·  Italia
- 2014: Due giorni, una notte (Deux jours, une nuit), regia di Jean-Pierre e Luc Dardenne  ·  Belgio
- 2015: The Look of Silence, regia di Joshua Oppenheimer  ·  Danimarca/ Norvegia/ Finlandia/ Regno Unito
- 2016: Mademoiselle (Agassi), regia di Park Chan-wook  ·   Corea del Sud
- 2017: The Square, regia di Ruben Östlund  ·  Svezia
- 2018: Un affare di famiglia (Manbiki kazoku), regia di Hirokazu Kore'eda  ·  Giappone
- 2019: Parasite (Ginsaengchung), regia di Bong Joon-ho  ·  Corea del Sud

### Anni 2020
- 2020: La Llorona, regia di Jayro Bustamante ·  Guatemala
- 2021: non assegnato (il miglior film è stato Drive My Car, in giapponese)
- 2022: non assegnato (il miglior film è stato Ritorno a Seoul, in coreano)
- 2023: La zona d'interesse (The Zone of Interest), regia di Jonathan Glazer ·  Regno Unito  Polonia
- 2024: Do Not Expect Too Much from the End of the World (Nu aștepta prea mult de la sfîrșitul lumii), regia di Radu Jude ·  Romania  Lussemburgo  Croazia  Francia